# Extra Playful
Extra Playful je v pořadí třetí EP velšského hudebníka Johna Calea, vydané v září 2011. Jde o jeho první album složené z nového studiového materiálu od roku 2005, kdy vydal album Black Acetate, a první EP od roku 2003, kdy vyšlo 5 Tracks. S vydáním tohoto EP Cale oznámil, že na následující rok připravuje nové studiové album. Jeho vydání bylo předběžně oznámeno na jaro 2012, později se však přesunulo na říjen, kdy album Shifty Adventures in Nookie Wood nakonec vyšlo. Album Extra Playful vyšlo pod hlavičkou vydavatelství Double Six Records, dceřiné společnosti vydavatelství Domino Records. Jde o jeho první desku po podepsání smlouvy s tímto vydavatelstvím.
Album obsahuje pět autorských písní, ve kterých Calea doprovází kytarista Dustin Boyer, bubeník Michael Jerome a baskytarista Erik Sanko doplněni o několik dalších hudebníků, kteří hrají pouze v některých písních. Album produkoval sám Cale. Před jeho vydáním byl představen singl „Whaddya Mean by That?“, k němuž později vznikl i videoklip. Několik týdnů po vydání základního alba vyšla ještě jeho speciální verze doplněná o dvě další skladby. V dubnu 2012 vyšlo album remixů písní z tohoto alba; mezi jejich autory jsou vedle jiných Maria Minerva a Tim Hecker.

## Vydání
Vydání EP bylo oznámeno v polovině července 2011. Název „Extra Playful“ vznikl poté, co se Cale snažil sehnat dvě slova, přičemž první by začínalo na „E“ a druhé na „P“. Na bílém podkladu obalu alba je černý kabel opatřený zástrčkami situovaný do tvaru Caleova podpisu. Ve spodní části je pak napsáno „EP: Extra Playful“. Speciální „černá“ verze má černý podklad a zbytek je v bílé barvě. První a jediný singl z alba „Whaddya Mean by That?“ byl představen 25. července 2011 a vyšel pouze digitálně na internetu, nikoliv však na CD ani gramofonové desce. Obal singlu je podobný obalu EP, jediným rozdílem je změna textu „EP: Extra Playful“ na „Whaddya Mean by That“.

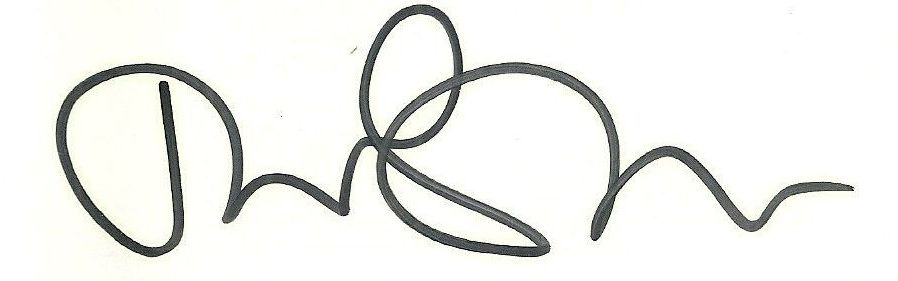
Podpis Johna Calea, který byl inspirací pro obal tohoto alba

Album samotné poprvé vyšlo 19. září 2011 na 12" gramofonové desce pod hlavičkou vydavatelství Double Six Records. Jako bonus byl k této verzi v bookletu uveden i kód pro stažení v elektronické verze; rovněž zde bylo chybně uvedeno, že má mít deska 45 otáček za minutu (používané pro singly), ale ve skutečnosti měla 33 otáček (používané pro dlouhohrající desky). Na CD vyšlo až 10. října 2011, zde již kód pro stažení z internetu uveden nebyl. Dne 25. listopadu 2011, na černý pátek – tedy den po díkůvzdání, vyšla pouze na CD speciální verze Black Edition (anglicky černá edice), která obsahuje ještě dvě skladby navíc. Tato verze byla dostupná pouze ve Spojených státech a vyšla v omezeném počtu 2 000 kusů.
Dne 21. dubna 2012, u příležitosti Record Store Day – dne, kdy jsou vydávána raritní vinylová alba na podporu nezávislým prodejcům, vyšlo album Extra Playful: Transitions obsahující remixy několika skladeb z tohoto EP doplněno o dvě skladby, které jsou poctou Johnu Caleovi. Původně bylo nahrávací společností oznámeno, že v bookletu bude uveden kód pro digitální stažení alba z Internetu; ve skutečnosti tomu však tak nebylo. Počet desek byl omezen na 750 kusů a album vyšlo na bílé 150gramové gramofonové desce. O dva dny později vyšlo i v digitální verzi buď ve formátu FLAC nebo MP3 (320kbit/s). Představili se zde Maria Minerva (remix „Whaddya Mean by That“), Actress (remix „Perfection“) a Alva Noto (remix „Catastrofuk“). Dále pak Leyland Kirby („Watching and Waiting for You to Begin“) a Tim Hecker („Suffocation Raga for John Cale“).

## Skladby
Album otevírá píseň „Catastrofuk“, kterou Cale (zpočátku pod názvem „Catastrophic“) uváděl při svých koncertech již od června 2008, kdy ji poprvé představil v Oxfordu. K písni byl představen videoklip, který režírovala Caleova dcera Eden. Cale ve videu chodí ve skafandru na cizí planetě; mimo něj v něm vystupují ještě tři děti při čajovém dýchánku. Píseň je v rychlém tempu a začíná nejprve hrou na akustickou kytaru, postupně se přidává fuzz basa doplněná o krátká sóla na elektrickou kytaru, občasně se zde vyskytuje i klavír, ale hlavně různé elektronické smyčky. Pojednává o tom, že se občas různé věci vymknou kontrole. Další píseň „Whaddya Mean by That?“ rovněž poprvé na koncertě zahrál v červnu 2008 v Oxfordu. Jde o pomalou píseň, která je se svou délkou pět a půl minuty nejdelší písní z alba. Kytarové sólo se v ní přelíná z jednoho reproduktoru do druhého. Na rozdíl od první písně, kde hraje na bicí Michael Jerome, jej zde vystřídal Deantoni Parks. Rovněž k této písni byl natočen videoklip; režiséry jsou v tomto případě Charlie & Joe. Ve videu Cale chodí po lese. Video bylo představeno 20. září 2011.
Skladba „Hey Ray“ pojednávající o americkém výtvarníkovi Rayi Johnsonovi, který byl jedním z prvních umělců, které Cale potkal po svém příjezdu do New Yorku, byla představena již v lednu 2007 na koncertě ve Wrexhamu v Anglii. V každém verši jedné sloky textu Cale zmiňuje různé události v letech 1963 až 1968, začíná „na Lispenard Street“, končí pak rokem 1967 („to je zlatý věk“) a na úplný konec, pro rok 1968, je „a to je vše“. Inspirací pro vznik této písně byly dopisy, které Johnson v šedesátých letech psal Caleovi. Doprovodné vokály v této písni zpívají zpěvačky Noelle Scaggs a Destani Wolf. V pozadí francouzsky zpívané písně „Pile a L'heure“ zní violové drony, které Cale využívá již od počátku své kariéry, a výrazné bicí. Ke konci písně je slyšet hluk jako při výbuchu. Tato píseň byla v alternativní verzi použita při závěrečných titulcích ve filmu Sport de filles francouzské režisérky Patricie Mazuyové. Cale je rovněž autorem originální hudby k tomuto filmu zasazené do jeho děje.
Standardní verzi EP uzavírá píseň nazvaná „Perfection“, ve které znějí výrazné syntetizované bicí. Speciální verze obsahuje ještě dvě skladby navíc. První z nich nese název „Bluetooth Swings“. Její remix (s doplněným názvem „Bluetooth Swings Redux“) byl vydán jako bonus na speciální verzi alba Shifty Adventures in Nookie Wood. Poslední píseň nazvanou „The Hanging“ provází trubka Chrise Bautisty.

## Podpora alba
Po vydání alba Cale vyrazil na turné, během něhož odehrál patnáct koncertů ve Francii, dva ve Švýcarsku, jeden v Norsku, tři ve Švédsku a jeden v Dánsku. Vedle kytaristy Dustina Boyera a bubeníka Michaela Jerome, kteří hráli i na albu, jej zde doprovázel ještě baskytarista Joey Maramba.

## Seznam skladeb
Všechny skladby napsal, aranžoval a produkoval John Cale. Na gramofonové verzi jsou první dvě písně na první straně desky a zbylé tři na druhé. Speciální „černá“ verze vyšla pouze na CD.
| Pořadí         | Název                 | Délka |
| -------------- | --------------------- | ----- |
| 1.             | Catastrofuk           | 3:58  |
| 2.             | Whaddya Mean by That? | 5:39  |
| 3.             | Hey Ray               | 4:16  |
| 4.             | Pile a L'heure        | 3:38  |
| 5.             | Perfection            | 4:01  |
| Celková délka: | Celková délka:        | 21:32 |

| Přidané skladby na Black Edition | Přidané skladby na Black Edition | Přidané skladby na Black Edition |
| Pořadí                           | Název                            | Délka                            |
| -------------------------------- | -------------------------------- | -------------------------------- |
| 6.                               | Bluetooth Swings                 | 4:39                             |
| 7.                               | The Hanging                      | 4:16                             |
| Celková délka:                   | Celková délka:                   | 30:27                            |

| Extra Playful: Transitions | Extra Playful: Transitions                     | Extra Playful: Transitions | Extra Playful: Transitions |
| Pořadí                     | Název                                          | Autor remixu               | Délka                      |
| -------------------------- | ---------------------------------------------- | -------------------------- | -------------------------- |
| 1.                         | Whaddya Mean By That (Freaky Café Del Mar Mix) | Maria Minerva              | 4:25                       |
| 2.                         | Perfection (Reflection Mix)                    | Actress                    | 5:54                       |
| 3.                         | Catastrofuk (Remodel)                          | Alva Noto                  | 7:37                       |
| 4.                         | Watching and Waiting for You to Begin          | Leyland Kirby              | 5:37                       |
| 5.                         | Suffocation Raga for John Cale                 | Tim Hecker                 | 6:38                       |
| Celková délka:             | Celková délka:                                 | Celková délka:             | 30:11                      |

## Obsazení
Hudebníci

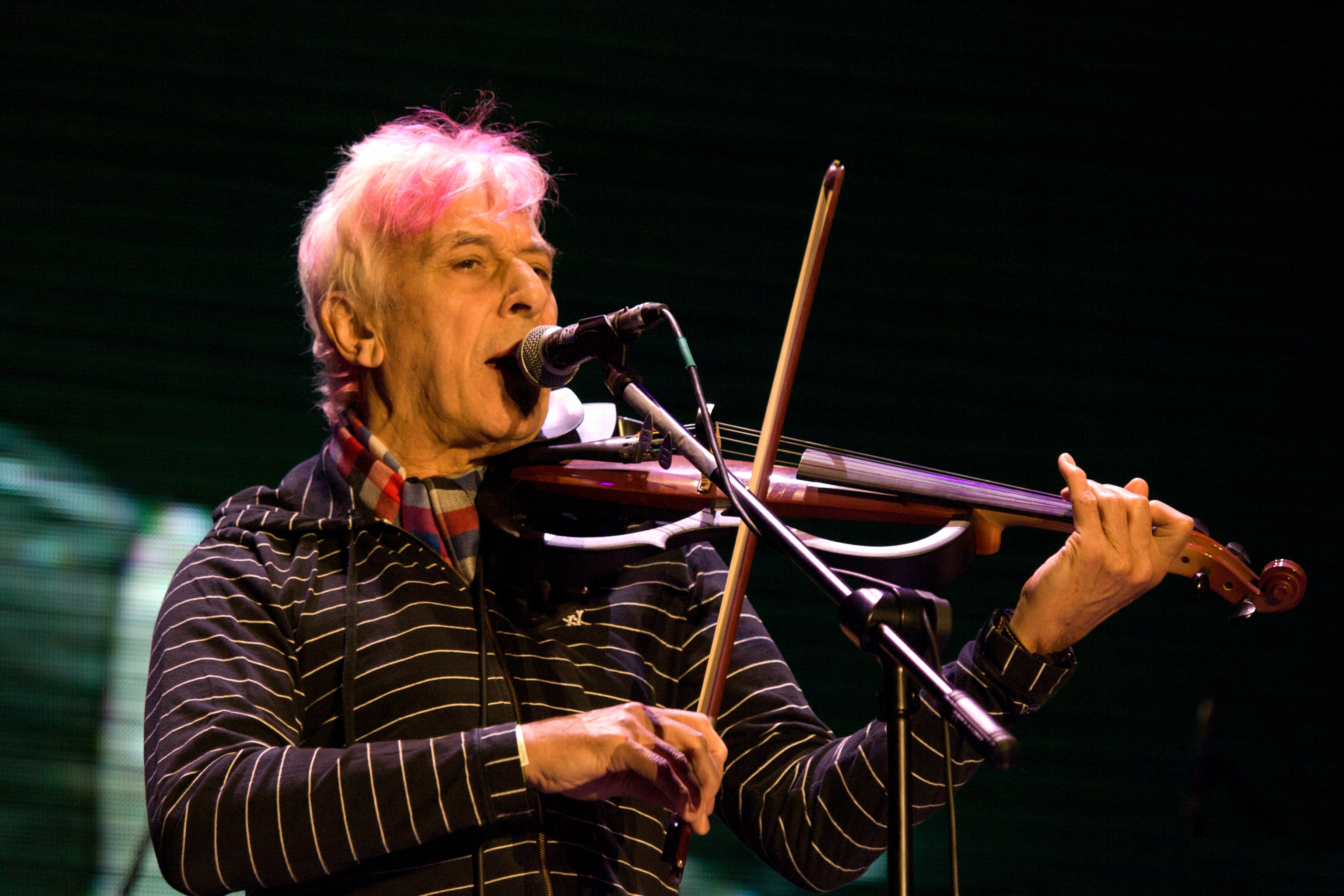
John Cale v roce 2010

- John Cale – zpěv, klávesy, syntezátory, kytara, viola, baskytara
- Dustin Boyer – kytara, syntezátory, doprovodné vokály
- Michael Jerome – bicí, perkuse, doprovodné vokály
- Erik Sanko – baskytara, doprovodné vokály
- Deantoni Parks – bicí v „Whaddya Mean by That?“ a „Bluetooth Swings“
- Chris Bautista – trubka v „The Hanging“
- Noelle Scaggs – doprovodné vokály v „Hey Ray“
- Destani Wolf – doprovodné vokály v „Hey Ray“

Technická podpora
- John Cale – produkce
- Mickey Petralia – mixing
- Dustin Boyer – nahrávání
- Nita Scott – vedoucí producent

## Kritika

### Hodnocení
- PopMatters [1]
- Pitchfork Media [2]
- Spin [3]
- Consequence of Sound [4]
- Tiny Mix Tapes [5]
- The Gap [40]
- Record Collector [41]
- Drowned in Sound (7/10)[42]
- Contact Music (9/10)[6]
- The Grid (7/10)[43]